# 渡辺泰仁
渡辺泰仁（わたなべ やすひと、1967年 - ）は日本のゲームプロデューサー。スクウェア・エニックス所属。執行役員兼ライブインタラクティブワークス事業部事業部長。早稲田大学第一文学部卒。

## 略歴
1991年に旧エニックスの新卒一期生として入社。家庭用ゲームソフトのプロデュースに携わっていたが、近年は『ファンタジーアース ザ リング オブ ドミニオン』の開発が転機となりオンラインゲームのタイトルに関わるようになる。

## 作品
- ジャストブリード（FC）：プロデューサー
- ダークハーフ（SFC）：プロデューサー
- バストアムーブ ダンス＆リズムアクション （PS）：プロデューサー
- バストアムーブ2 ダンス天国MIX（PS）：プロデューサー
- ダンスサミット2001 バストアムーブ（PS2）：プロデューサー
- スーパーギャルデリックアワー（PS2）：プロデューサー
- せがれいじり（PS）：プロデューサー
- ドラゴンクエスト&ファイナルファンタジー in いただきストリートSpecial ：プロデューサー
- ドラゴンクエスト&ファイナルファンタジー in いただきストリートポータブル ：プロデューサー
- いただきストリートDS ：プロデューサー
- ファンタジーアース ザ リング オブ ドミニオン（WIN）：プロデューサー
- 聖剣伝説DS CHILDREN of MANA（DS）：プロデューサー
- ファイナルファンタジーXII レヴァナント・ウイング（DS) ：プロデューサー
- パーティーキャッスル（WIN)：プロデューサー
- 戦国IXA（WIN）：エグゼクティブプロデューサー
- スクールガールストライカーズ（iOS/Android）：エグゼクティブプロデューサー

| スタブアイコン | サブスタブ | この項目は、まだ閲覧者の調べものの参照としては役立たない、人物に関連した書きかけの項目です。この項目を加筆・訂正などしてくださる協力者を求めています（P:人物伝/PJ:人物伝）。 |